# Bracco francese
Il bracco francese è un cane da caccia, originario del sud-ovest della Francia, che si distingue, secondo la nomenclatura della FCI, in due razze: il bracco francese tipo Gascogne e il bracco francese tipo Pirenei.
Ottimo cacciatore in casa ha un carattere docile e affettuoso